# Crocidophora ruficostalis
Crocidophora ruficostalis là một loài bướm đêm trong họ Crambidae.